# Dara Howell
Dara Elizabeth Howell (Huntsville, 23 de agosto de 1994) es una deportista canadiense que compitió en esquí acrobático, especialista en la prueba de slopestyle.
Participó en dos Juegos Olímpicos de Invierno, en los años 2014 y 2018, obteniendo una medalla de oro en Sochi 2014, en el slopestyle.
Ganó una medalla de plata en el Campeonato Mundial de Esquí Acrobático de 2013. Adicionalmente, consiguió tres medallas de bronce en los X Games de Invierno.

## Medallero internacional
| Juegos Olímpicos   | Juegos Olímpicos    | Juegos Olímpicos | Juegos Olímpicos |
| Año                | Lugar               | Medalla          | Prueba           |
| ------------------ | ------------------- | ---------------- | ---------------- |
| 2014               | Sochi (Rusia)       | Medalla de oro   | Slopestyle       |
| Campeonato Mundial |                     |                  |                  |
| Año                | Lugar               | Medalla          | Prueba           |
| 2013               | Oslo/Voss (Noruega) | Medalla de plata | Slopestyle       |

| X Games de Invierno | X Games de Invierno    | X Games de Invierno | X Games de Invierno |
| Año                 | Lugar                  | Medalla             | Prueba              |
| ------------------- | ---------------------- | ------------------- | ------------------- |
| 2013                | Aspen (Estados Unidos) | Medalla de bronce   | Slopestyle          |
| 2013                | Tignes (Francia)       | Medalla de bronce   | Slopestyle          |
| 2015                | Aspen (Estados Unidos) | Medalla de bronce   | Slopestyle          |